# Uns ist ein Kind geboren, BWV 142

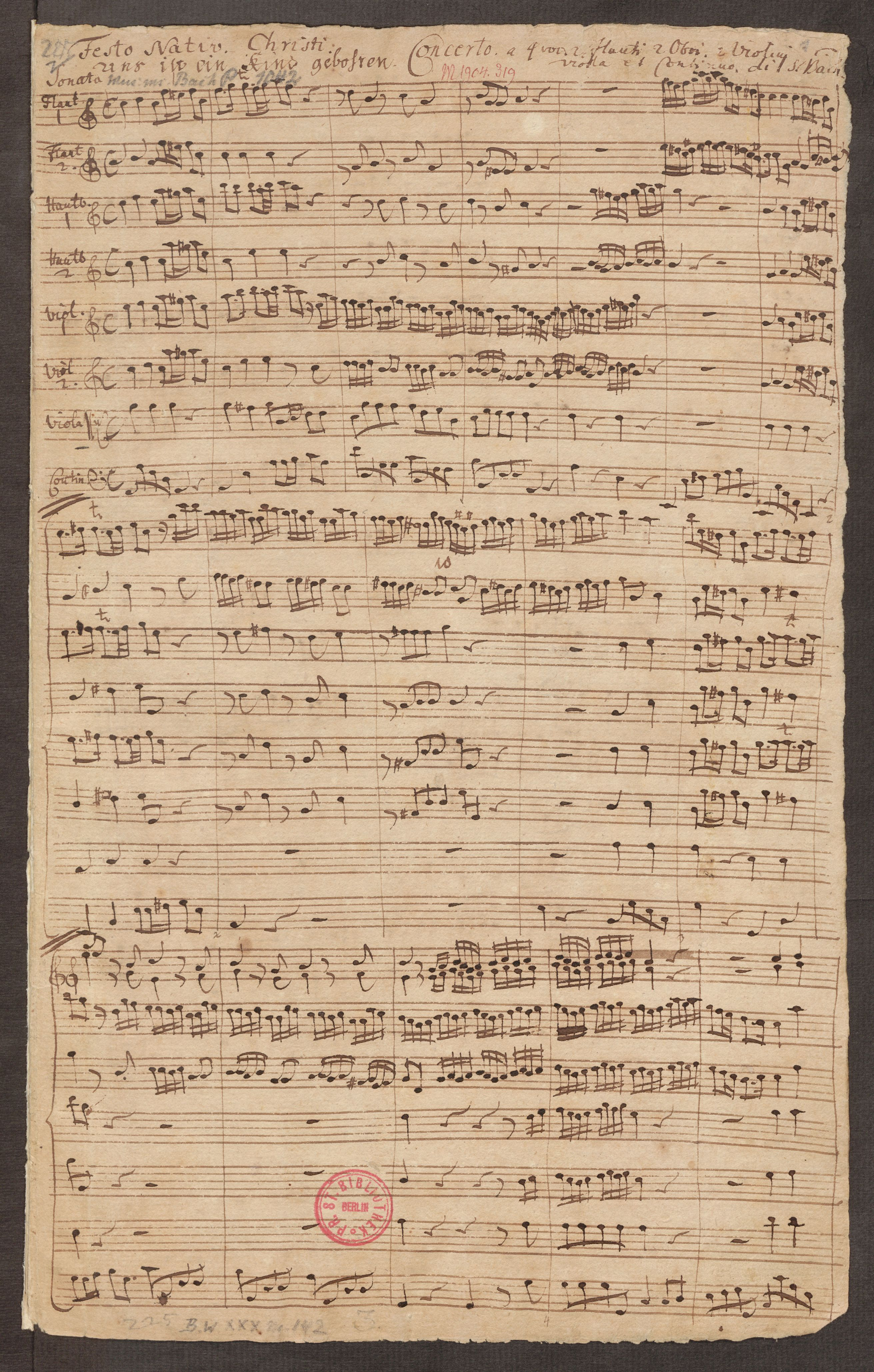
Primera página de la sinfonía de apertura de Uns ist ein Kind geboren en una copia manuscrita realizada en 1756 por C. F. Penzel, quien nombró a Johann Sebastian Bach como compositor en el encabezado.

Uns ist ein Kind geboren (Un niño nos ha nacido), BWV 142 / Anh. II 23, es una cantata de Navidad de autor desconocido. En Bach-Werke-Verzeichnis figura entre las obras con una dudosa atribución de Johann Sebastian Bach. El texto está basado en un libreto de Erdmann Neumeister publicado por primera vez en 1711. Aunque la Bach Gesellschaft atribuyó la obra al compositor alemán en su primera publicación de finales del siglo XIX, esa atribución fue cuestionada treinta años después y ya no se acepta. Se ha sugerido a Johann Kuhnau, el predecesor de Bach como Thomaskantor en Leipzig, como el probable compositor, pero sin ninguna certeza.
La cantata consta de ocho movimientos y está escrita para solistas vocales, coro, flautas dulces, oboes, cuerdas y bajo continuo.

## Historia, autenticidad y atribución
El texto bíblico, el coral y el verso libre provienen de la colección de libretos de 1711 del escritor, teólogo, pastor y teórico Erdmann Neumeister. Un libreto, basado en el texto de Neumeister, sobrevive en el Museo Stadtgeschichtliches de Leipzig para una cantata con este título. La cantata fue catalogada para ser interpretada en las dos iglesias principales de Leipzig, la Thomaskirche y la Nikolaikirche, el día de Navidad de 1720, durante el período en que Johann Kuhnau era Thomaskantor. La copia manuscrita más antigua que se conserva de la obra es la realizada por Christian Friedrich Penzel en Leipzig el 8 de mayo de 1756 y que también se basa en el texto de Neumeister. Penzel acreditó a Johann Sebastian Bach como autor en el encabezado de la sinfonía en la primera página del manuscrito y firmó la última página, dando la fecha y el lugar. Glöckner (2000) analiza las diferencias entre los libretos de 1720 y 1756 y el texto original de Neumeister, pero no ha sido posible determinar si la cantata de 1756 es una reelaboración posterior de la cantata de 1720.
Alrededor de la década de 1830, Franz Xaver Gleichauf hizo una copia a mano de la partitura de la cantata, sin mencionar un compositor en su manuscrito. En 1843, el manuscrito de Penzel fue copiado en Viena. Otra copia de la cantata, realizada en la misma época, fue posteriormente propiedad de Johann Theodor Mosewius, quien incluyó a Uns ist ein Kind geboren como una de las cinco cantatas navideñas de Bach en una publicación de 1845. Biografías de Bach del siglo XIX de Hilgenfeldt (1850), Bitter (1865), Spitta (1873) y Lane Poole (1882) mencionan a Uns ist ein Kind geboren como una cantata compuesta por Bach.
En 1873, antes de que se plantearan cuestiones de autenticidad, Philipp Spitta dedicó dieciocho páginas de su biografía de Bach en dos volúmenes a una comparación de las cantatas de Bach y Telemann que presentaban el mismo texto de Neumeister: El comentario de Spitta elogiaba la música de Bach mientras menospreciaba la de Telemann, algo típico de la crítica musical de finales del siglo XIX. Spitta compara la cantata BWV 142 con TVWV 1:1451, una cantata de Telemann sobre el mismo libreto de Neumeister: es bastante desdeñoso con la composición de Telemann («... probablemente escrita en media hora...», «... nos muestra el peor lado de la música sacra de la época...», etc.) y sólo encuentra algunos lugares donde la composición de Telemann se compara favorablemente con la composición que atribuye a Bach. Según Spitta, Bach «se adhirió a lo largo de la cantata a la tonalidad menor tenue, que ofrece un contraste tan singular con la brillante alegría de la Navidad. Da un tono como de melancólicas reminiscencias de las puras alegrías navideñas de nuestra infancia...; en contraste con este eterno do mayor de Telemann, a menudo es indescriptiblemente superficial y plano».
La cantata fue publicada por primera vez como una obra de Bach en 1884 por la Bach Gesellschaft, con Paul Waldersee como editor. Después de los comentarios posteriores de los expertos en Bach Johannes Schreyer, Arnold Schering y Alfred Dürr, esa atribución ya no fue generalmente aceptada, aunque la identidad del compositor original no se ha establecido hasta ahora con certeza. Después de que Schreyer y Schering arrojaron dudas en 1912-1913 sobre la autoría de Bach, Dürr sometió la cantata en 1977 al mismo análisis musical detallado y riguroso que todas las demás cantatas de Bach. Habiendo establecido que, si fuera de Bach, la cantata sólo podría haber sido compuesta entre 1711 y 1716 durante el período de Bach en Weimar, Dürr descartó la autoría de Bach basándose en la presencia de rasgos estilísticos poco característicos (como el registro restringido de la parte vocal en el recitativo; homofonía excesiva en los coros; dos instrumentos obbligato y episodios instrumentales demasiado frecuentes en las arias, con el predominio de la voz solista y los instrumentos relegados a un papel decorativo imitativo), así como la ausencia de elementos característicos (como fugas de permutación en coros; alternancia equilibrada de concertato entre voces solistas e instrumentos en arias; formas tipo ostinato en arias y ritornellos).
Según David Erler, al escribir en las notas del programa de un concierto de 2015, la cantata se ha atribuido ampliamente a Kuhnau. Schering había sugerido a Kuhnau como el posible compositor de la cantata en el Bach-Jahrbuch de 1912. Cinco años más tarde se retractó de esa sugerencia, pensando que era más probable que la cantata fuera escrita por uno de los estudiantes de Kuhnau. En el Bach-Werke-Verzeichnis de 1998, la cantata figura en Anhang II, el anexo de obras dudosas. Según el comentario crítico de la Neue Bach-Ausgabe, escrito por Andreas Glöckner, los posibles problemas con la atribución a Kuhnau surgen de las diferencias entre el libreto de Leipzig de 1720 que se conserva para la cantata de Kuhnau y el texto de la versión de Penzel; con la modernidad de la sinfonía inicial, que se aleja del estilo más conservador de Kuhnau; y de la ausencia en la versión de Penzel de trompetas y tambores, instrumentos tradicionalmente utilizados en las dos principales iglesias de Leipzig para las cantatas del día de Navidad.

## Estructura
La cantata está escrita para tres solistas vocales (alto, tenor y bajo), un coro a cuatro voces, dos flautas dulces alto, dos oboes, dos violines, viola y bajo continuo.
La pieza consta de ocho movimientos:
- Sinfonía, un concierto instrumental para dos flautas dulces alto, dos oboes y cuerdas.
- Coro: Uns ist ein Kind geboren (Porque nos ha nacido un niño), una fuga doble con el primer tema ambientado en el texto «Uns ist ein Kind geboren» y el segundo ambientado en «Eins Sohn ist uns gegeben».
- Aria (bajo): Dein Geburtstag ist erschienen (Así aparece el día de Navidad). En esta aria en mi menor el bajo está acompañado por dos violines obbligato y bajo continuo.
- Coro: Ich will den Namen Gottes loben (Alabaré el nombre de Dios). Este breve movimiento coral comienza con una sección de fugato en la que las cuatro partes vocales están acompañadas por los violines primero y segundo. Tras las entradas fugaces, la música es homofónica.
- Aria (tenor): Jesu, dir sei Dank (Jesús, gracias a ti). En esta relativamente corta aria da capo, el tenor está acompañado por dos oboes obbligato.
- Recitativo (alto): Immanuel (¡Emmanuel!)
- Aria (alto): Jesu, dir sei Preis (Alabado seas, Jesús). Con nuevas palabras, esta aria es una transposición del quinto movimiento de la menor a re menor, con el alto reemplazando al tenor y las dos flautas altas reemplazando a los oboes.
- Coro: Aleluya. Sobre una corriente casi ininterrumpida de figuras de semicorchea tocadas al unísono por flautas dulces alto, oboes y violines, el coro canta el coral final a cuatro voces línea por línea.

## Traducciones y arreglos
En 1939, Sydney Biden proporcionó la traducción al inglés de la cantata For us a child is born.
En 1940, William Walton orquestó la primera aria de bajo de la cantata como música de baile para el ballet The Wise Virgins, de Frederick Ashton. Los arreglos del coro final para órgano y uno o más instrumentos de metal se han publicado por separado.

## Grabaciones
Las grabaciones de la cantata incluyen:
- Alsfelder Vokalensemble / I Febiarmionici, Wolfgang Helbich. The Apocryphal Bach Cantatas II. CPO, 2001.
- Choir and Orchestra "Pro Arte" Munich, Kurt Redel. J. S. Bach: Magnificat in D Major & Cantata BWV 142. Philips, 1964.
- Mannheim Bach Choir / Heidelberger Kammerorchester, Heinz Markus Göttsche. J. S. Bach: Cantatas BWV 62 & BWV 142. Da Camera, 1966.
- Capella Brugensis / Collegium instrumentale Brugense, Patrick Peire. 'Uns ist ein Kind geboren', Eufoda, 1972